# 그리스 농구 연맹
그리스 농구 연맹(그리스어: Ελληνική Ομοσπονδία Καλαθοσφαίρισης, ΕΟΚ)은 그리스의 농구 종목 행정을 총괄하는 스포츠 행정 기구이다. 1932년에 설립되었으며  같은 해 국제 농구 연맹(FIBA)에 가입했다. 그리스 행정 구역별 농구 협회, 그리스 리그, 국가대표팀을 관할하고 있으며 본부는 아테네에 있다.